# Sheshonq I
Sheshonq I és el primer faraó i el fundador de la dinastia XXII, príncep d'Heracleòpolis. Va regnar a l'antic Egipte des del 946 aC al 924 aC durant l'època anomenada Tercer període intermedi. Nebot d'Osorkón el Vell, va ser el segon faraó d'origen libi (del nord d'Àfrica, d'algun territori a l'oest d'Egipte, vegeu:Líbia). Es va casar amb una de les filles de Psusennes II, l'últim faraó de la dianstia XXI per a legitimar-se en el tron. El va succeir el seu fill Osorkón I.
Manetó descriu l'origen libi del fundador, però destaca la dinastia com a originària de Bubastis, una ciutat del delta del Nil, al Baix Egipte, per aquest motiu també s'anomena "dinastia bubastita" (o "dinastia líbia"). És el Sisac o Shishak citat a la Bíblia.

## En la cultura popular
El faraó apareix esmentat a la primera pel·lícula d'Indiana Jones, A la recerca de l'arca perduda (1981), fent-lo responsable del trasllat de l'Arca de l'Aliança a Tanis. El mateix Indiana Jones i el seu amic el doctor Marcus Brody expliquen la història coneguda de l'Arca a uns militars enviats pel govern dels EUA i esmenten que un faraó egipci, Shishak, va envair Jerusalem cap al 980 aC i que es creu que es va endur l'arca cap a Egipte, i l'amagà en una sala anomenada "Pou d'ànimes" a Tanis, on una tempesta de sorra que durà un any la colgà.